# بادرنجبویه سورمندی
بادرنجبویه سورمندی، بادرنجبویه سمیری (نام علمی: Dracocephalum surmandinum) نام یک گونه از سردهٔ بادرنجبویه است. بادرنجبویه در ایران ۸ گونه گیاه علفی یک ساله و چند ساله معطر دارد.